# Hypnum murale-ucranicum
Hypnum murale-ucranicum là một loài Rêu trong họ Hypnaceae. Loài này được Weinm. mô tả khoa học đầu tiên năm 1845.